# Bernhard von der Schulenburg (homme politique)
Ne doit pas être confondu avec Bernhard von der Schulenburg (général).
Pour les articles homonymes, voir Schulenburg (homonymie).
Bernhard comte von der Schulenburg (né le 11 mai 1852 à Berlin et mort le 27 mars 1936 à Grünthal près de Biesenthal) est un officier de cavalerie allemand, fermier et homme politique.

## Biographie
Bernhard von der Schulenburg, issu d'une famille aristocratique brandebourgeoise bien connue, étudie le droit pendant 4 semestres aux universités de Heidelberg et de Berlin après avoir étudie à l'Académie de chevalerie de Liegnitz. En 1873, il rejoint le Corps Saxo-Borussia Heidelberg. Il sert ensuite 20 ans comme officier actif dans le 2e régiment de dragons de la Garde, où il prend sa retraite en 1893 en tant que Rittmeister et commandant d'escadron.
En 1894, von der Schulenburg acquiert le domaine de Grünthal dans la province de Brandebourg, où il vit jusqu'à sa mort. En 1900, il devint le successeur du fidéicommis d'Altendorf dans la province de Hanovre et en 1908 du fidéicommis de Trampe dans l'arrondissement du Haut-Barnim. En 1899, il participe à la fondation de Spiritus-Zentrale. Même à un âge avancé, à plus de 75 ans, il est encore vice-président de l'association de valorisation des fabricants d'alcools allemands et président de différentes sections de cette association. Vers la fin du XIXe siècle, von der Schulenburg est l'un des initiateurs de l'association des producteurs de lait livrant à Berlin. Là encore, il préside le conseil de surveillance de la communauté d'intérêts des producteurs de lait de la Marche jusqu'à l'âge de 75 ans. De même, en 1930, il est encore président du conseil de surveillance de la Société brandebourgeoise de culture et d'exploitation des légumes précoces et vice-président de la Centrale de l'élevage. Pendant plus de 30 ans, il fait partie du conseil d'administration de la bourse de Berlin. Il est également membre du comité central de la Banque impériale.
Bernhard von der Schulenburg est président de la Chambre d'agriculture pour la province de Brandebourg, dont il fait partie de 1915 à 1921. Durant cette période, il est également membre du Collège d'économie d'État et du conseil agricole allemand.
Depuis 1904, von der Schulenburg est député et président du groupe parlementaire conservateur de la Chambre des seigneurs de Prusse. En 1915, il est président provincial de la Fédération des agriculteurs. Dans son arrondissement d'origine, il est député d'arrondissement, membre du comité d'arrondissement et membre du conseil d'arrondissement. En tant qu'homme politique des transports, il fait partie du conseil d'administration de la Poste impériale allemande et du conseil des chemins de fer de l'Empire. Il est président de la commission des transports du Conseil allemand de l'agriculture et vice-président de la commission des intéressés aux transports auprès de la commission permanente des tarifs des administrations ferroviaires allemandes.
Pendant la Première Guerre mondiale, Bernhard von der Schulenburg est membre de l'Office de l'alimentation de guerre, de l'Office des céréales de guerre, de l'Office de la viande de l'Empire, de l'Office des graisses de l'Empire et président de l'Office de distribution des aliments pour animaux.
Il y a une pierre tombale pour Schulenburg sur la colline des ruines du château de Breydin près de Trampe.